# Egå

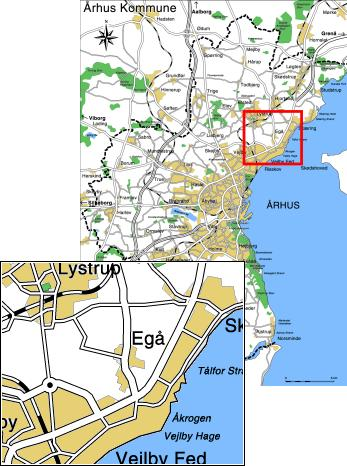
Landkarte zu Egå und Umgebung von Aarhus

Egå ist ein Vorort der Stadt Aarhus, der in der Region Midtjylland liegt und Teil der Aarhus Kommune ist.

## Lage
Die sieben Kilometer nordöstlich vom Aarhuser Stadtzentrum (Aarhus C bzw. Midtbyen von Aarhus) entfernte Ortschaft grenzt an die Aahuser Vororte Risskov (8240), Lystrup (8520) und Skødstrup (8541). Egå liegt an der Kalø Vig und gehört zur Kirchspielgemeinde (dän.: Sogn) Egå Sogn, in der zusammen mit der Skæring Sogn insgesamt 9450 Einwohner leben. Mit der Ortschaft Risskov bildet es ein zusammenhängendes Wohngebiet, das sich auf vier Kirchspielgemeinden verteilt (Egå, Skæring, Risskov und Vejlby) und in denen 23.415 Einwohner (Stand: 2008) leben.
Durch Egå fließt der Bach Egåen, der zwischen Skæring Strand und Studstrup in die Århusbucht mündet. Die Wohngegenden erstrecken sich entlang der Küste vom Aarhus Havn im Süden bis zum Skæring Strand im Norden. Aufgrund ihrer Nähe zur Aarhuser Innenstadt (Indre By), zum Strand und wegen ihrer zahlreichen anliegenden Grünflächen gelten sie als attraktive Wohngebiete, weshalb sie mit zu den teuersten Wohngegenden in ganz Jütland gehören. Nur im Aarhuser Stadtzentrum (Aarhus C) und einigen anderen Vororten der Großstadt einschließlich Højbjerg ist der durchschnittliche Preis pro Quadratmeter höher.

## Geschichte
Der Ort Egå war ursprünglich ein Dorf, das im 19. Jahrhundert eingemeindet wurde. Zum alten Ortskern Gammel Egå (Alt-Egå) gehören unter anderem die alte Kirche von Egå (Egå Kirke) und das Egå Forsamlingshus (Egå-Versammlungshaus bzw. Kulturhaus), in dem sich heute der Gl. Egå Jazzklub befindet.
Von 2005 bis 2006 wurde ein neues modernes Gymnasium nach dem neusten Stand der Technik gebaut.

## Freizeit und Touristik
Die Egåer Gegend ist in Dänemark für seinen hohen Standard im Freizeit- und Sportbereich bekannt, besonders die Bade-, Schwimm- sowie Surfmöglichkeiten gelten als hochwertig. An der Küste liegt die Egå Marina, ein hauptsächlich im Sommer von Touristen genutzter Yachthafen, in dem der Segelverein Egå Sejlklub, und der Ruderverein HEI Roklub beheimatet sind.

## Runenstein
1814 wurde in Egå in einer Steinmauer eines Gebäudes des damaligen Dorfes ein Runenstein aus der Wikingerzeit gefunden, der als Egå-Stein (Egå-stenen) bzw. DR 107 bekannt wurde.

## Persönlichkeiten
- Nicolai Iversen (* 1980), Basketballspieler
- Tommy Bechmann (* 1981), Fußballer, spielte bei Hjørtshøj Egå Idrætsforening